# Хейли, Никки
Никки Хейли (англ. Nikki Haley, имя при рождении — Нимрата Рандхава (англ. Nimarata Randhawa, в.-пандж. ਨਿਮਰਤਾ ਰੰਧਾਵਾ); род. 20 января 1972, Бамберг, Южная Каролина) — американский политик и дипломат, Постоянный представитель США при ООН с 27 января 2017 по 31 декабря 2018 года. Губернатор Южной Каролины с 12 января 2011 по 24 января 2017 года.
9 октября 2018 года Хейли подала прошение об уходе в отставку с поста Постпреда США при ООН, прекратила полномочия 31 декабря 2018 года. Выдвинула свою кандидатуру на участие в качестве кандидата от республиканцев выборах Президента США в 2024 году, но 6 марта 2024 года сняла свою кандидатуру.

## Биография

### Ранняя жизнь, образование и карьера
Никки Хейли (урождённая Нимрата Рандхава) родилась в Бамберге, штат Южная Каролина, в сикхской семье. Её родители, доктор Аджит Сингх Рандхава и Радж Каур Рандхава, иммигрировали из индийского округа Амритсар, штат Пенджаб. У неё есть два брата, Митти и Чаран, и сестра Симран. Хейли окончила частную среднюю школу в Оринджберге, а затем получила степень бакалавра в области бухгалтерского учёта в Клемсонском университете.
Хейли работала в корпорации FCR, занимающейся переработкой и утилизацией отходов, после чего в 1994 году перешла в фирму своей матери Exotica International, выпускающую текстильные изделия и ковры. Вскоре семейный бизнес вырос до компании с многомиллионным годовым оборотом.
В 1998 году Хейли была назначена в совет директоров Торговой палаты округа Оринджбург, а в 2003 году — в совет директоров Торговой палаты Лексингтона. Хейли стала казначеем Национальной ассоциации женщин-предпринимателей в 2003 году и президентом в 2004 году. Она возглавляла мероприятия в Лексингтоне по сбору средств для местной больницы. Кроме того она входит в Медицинский фонд Лексингтона, Фонд шерифа округа Лексингтон и является членом Ротари-клуба Лексингтона.

### Политическая карьера
В 2004 году Хейли была избрана в Палату представителей штата Южная Каролина. Она стала первой американкой индийского происхождения, занявшей эту должность в штате Южная Каролина. Она была переизбрана в 2006 году, а затем и в 2008 году, победив на выборах демократа Эдгара Гомеса с 83 % голосов. Хейли была секретарём медицинского, военного, государственных и муниципальных дел комитетов.
Хейли является противницей абортов и последовательно голосует за законопроекты, которые ограничивают аборты и защищают будущего ребёнка. Хейли считает, что средства, выделяемые на государственное образование могут быть использованы более эффективно. Она предложила план, по которому зарплата учителя будет определяться не только стажем и квалификацией, но и производительностью труда. Их квалификационный рейтинг будет определяться оценками и отчётами руководителей, учеников и родителей. Хейли также выступает за снижение налогов и за обязательное использование удостоверения личности с фотографией на выборах.
14 мая 2009 года Хейли объявила, что будет баллотироваться на пост губернатора штата. 2 ноября 2010 года Хейли победила на всеобщих выборах кандидата от Демократической партии Винсента Шихина, набрав 51 % голосов против 47 % у соперника.
Была переизбрана 4 ноября 2014 года, набрав 55,9 % голосов избирателей против 41,4 % у соперника-демократа Винсента Шихина.
23 ноября 2016 года избранный президент США Дональд Трамп предложил Никки Хейли занять пост Постоянного представителя США при ООН. Была жёстким противником России в Совете безопасности ООН по принципиальным вопросам.
24 января 2017 года Сенат утвердил её в должности 96 голосами против 4.
9 октября 2018 года Хейли подала прошение об уходе в отставку с поста Постоянного представителя США при ООН, прекратила полномочия 31 декабря 2018 года.

### Президентская кампания 2023—2024 года
14 февраля 2023 года Хейли официально выдвинула свою кандидатуру для участия в выборах Президента США в 2024 году. Она является первой цветной женщиной — и пятой женщиной за всю историю — которая баллотируется на пост президента от Республиканской партии в качестве основного кандидата.
В феврале 2023 года Хейли поддержала предложение о введении национального 15-недельного запрета на аборты, за исключением случаев изнасилования, инцеста, здоровья и жизни матери.
Никки Хейли в значительной степени согласна с большей частью иммиграционной политики Дональда Трампа. В сфере налогово-бюджетной политики Хейли готова пойти на значительные сокращения бюджета, в том числе на программы Medicare и Social Security.
В июне 2023 года Никки Хейли раскритиковала своих соперников на республиканских праймериз Дональда Трампа и Рона Десантиса за их отказ прямо отвечать на вопрос о том, хотят ли они победы Украины в войне с Россией. Хейли заявила, что нельзя называть российскую агрессию «территориальным спором» или призывать к нейтралитету Соединённых Штатов в этом вопросе. «Победа Украины — в интересах нашей национальной безопасности», — добавила она.
О войне Израиля и ХАМАС Хейли заявила: «Я бы сказала Израилю: мы должны сделать всё, что вам нужно, чтобы не просто вернуть свою страну, а уничтожить террористов».
В ноябре 2023 года во время дебатов с Вивеком Рамасвами, который выступил с антиукраинскими заявлениями, Хейли сказала: «Говорю вам, Путин и Си пускают слюни от мысли, что кто-то подобный может стать президентом». Она вспомнила о погибших украинцах в результате российского вторжения и подчеркнула: США не должны давать Киеву деньги, но должны предоставить вооружение для победы.
За семь недель до начала республиканских кокусов в Айове кандидатуру Хейли поддержал политический комитет Americans for Prosperity Action братьев-миллиардеров Дэвида и Чарльза Кохов.
6 марта 2024 года после ряда поражений на республиканских праймериз сняла свою кандидатуру.
В мае заявила, что поддержит на предстоящих выборах кандидатуру Трампа, потому что действующий президент США Байден "стал катастрофой".

### Личная жизнь
Родилась и выросла в сикхской семье. 6 сентября 1996 года она вышла замуж за Майкла Хейли. Были проведены церемонии и в методистской церкви, и в сикхской гурдваре. Хейли считает себя христианкой, но из уважения к культуре своих родителей посещает и сикхские церемонии.
Майкл Хейли является федеральным служащим Министерства Армии США и офицером Национальной гвардии Южной Каролины. У пары есть двое детей, Рена и Налин. Брат Хейли, Митти, был офицером и прослужил в Армии США 20 лет.